# 栃原広昭
栃原 広昭（とちはら ひろあき、1956年 - ）は、日本の映画監督。日本映画学校の講師を務める。

## 来歴
1984年より映画監督の金子修介のもとで助監督を務める。1991年に映画『ハッピーエンドの物語』で監督としてデビューした。以後はテレビドラマやドキュメンタリーを中心に活動している。
『ウルトラマンマックス』へは、ウルトラシリーズを手掛けたことのないスタッフに声をかけるという金子の意向により参加した。

## 主な参加作品

### 映画
助監督
- 『OL百合族19歳』（1984年）
- 『みんなあげちゃう』（1985年）
- 『ラスト・キャバレー』（1988年）
- 『山田村ワルツ』（1988年）
- 『1999年の夏休み』（1988年）
- 『バカヤロー! 私、怒ってます』（1988年）
- 『どっちにするの。』（1989年）
- 『香港パラダイス』（1990年）
- 『大往生』（1998年）監督補

撮影
- 『卒業旅行 ニホンから来ました』（1993年）

監督
- 『ハッピーエンドの物語』（1991年）
- 『ガメラ2 レギオン襲来』（1996年）監督応援

### オリジナルビデオ
- 『呪死霊 外伝2』（1991年）

### テレビ
助監督
- 『ザ・サムライ』（1986年）[1]

監督
- 『ウルトラマンマックス』（2005年～2006年)